# Giorgio Zancanaro
Giorgio Zancanaro (né le 9 mai 1939 à Vérone) est un baryton italien, particulièrement admiré dans les opéras de Giuseppe Verdi.

## Biographie
Giorgio Zancanaro étudie le chant dans sa ville natale avec Maria Palanda. Révélé par le concours Verdi à Busseto en 1969, il commence l'année suivante au Teatro Nuovo de Milan en Riccardo dans I puritani. 
Il chante rapidement sur toutes les scènes italiennes, où il s'impose dans les opéras de Verdi, notamment des reprises de Nabucco, Attila, I masnadieri, Luisa Miller, I vespri siciliani, etc. 
Il entame alors une carrière internationale avec des débuts à Londres, Paris, Vienne, Salzbourg, Barcelone, Lisbonne, New York, San Francisco, etc.
Bien qu'il chante tout le répertoire italien (Rossini,Donizetti, Bellini, Puccini, Giordano, etc), il demeure surtout incomparable dans les emplois verdiens (Rigoletto, Il trovatore, La traviata, Un ballo in maschera, La forza del destino, Aida) dans lesquels la beauté et l'homogénéité de sa voix longue à l'aigu brillant font merveille, aussi réputé comme styliste impeccable.

## Sources
- Harold Rosenthal, John Warrack, Roland Mancini et Jean-Jacques Rouveroux, Guide de l'opéra, Paris, Fayard, coll. « Les indispensables de la musique », 1995, 968 p. (ISBN 978-2-213-59567-2)